# 濱通
濱通（日语：浜通り），是日本福島縣的地理分區之一，為阿武隈高地以東到太平洋沿岸的地區。在古代為磐城國的領地。

## 概要
古代，從當時日本中心畿內至陸奧國的道路「海道」通過此地。該道路在律令制後稱做東海道。相較於「海道」演變成沿線地區的地名，路名的東海道通常指多賀城為止的區間，地名的東海道則以常陸國為北界，本地屬東山道。中世，有時會將該地區稱為海道或東海道。
現在，類似律令時代路線、以東京為起點的鐵道（常磐線）與幹線道路（國道6號、常磐自動車道）南北貫穿濱通。與中通的東西連絡線則有南部磐城市平的鐵道（磐越東線）與道路（國道49號、磐越自動車道），中部雙葉町新山的國道288號，北部相馬市中村的國道115號。
以夜之森為界，可將濱通分為南部（岩城氏領、磐城平藩領）與北部（相馬氏領、中村藩領）。而從福島縣廳的區域劃分中，可分為南部的磐城（磐城市）與北部的相雙（相馬氏領、岩城氏領的舊楢葉郡）。福島縣東部在戊辰戰爭後從陸奧國分離獨立為磐城國，包含了戰國時代白河結城氏統治的西白河郡，與伊達氏家臣亘理氏統治的宮城縣亘理郡。
由於境內有福島第一核電廠與福島第二核電廠，過去被稱作「原發銀座」。東日本大震災（2011年）造成福島第一核電廠事故後，除了去污、居民返鄉、產業再生等復興工作，也針對機器人相關研究機構、企業進行招商。
此外，足球國家訓練中心J-VILLAGE（楢葉町、廣野町）也在此區。

## 地理

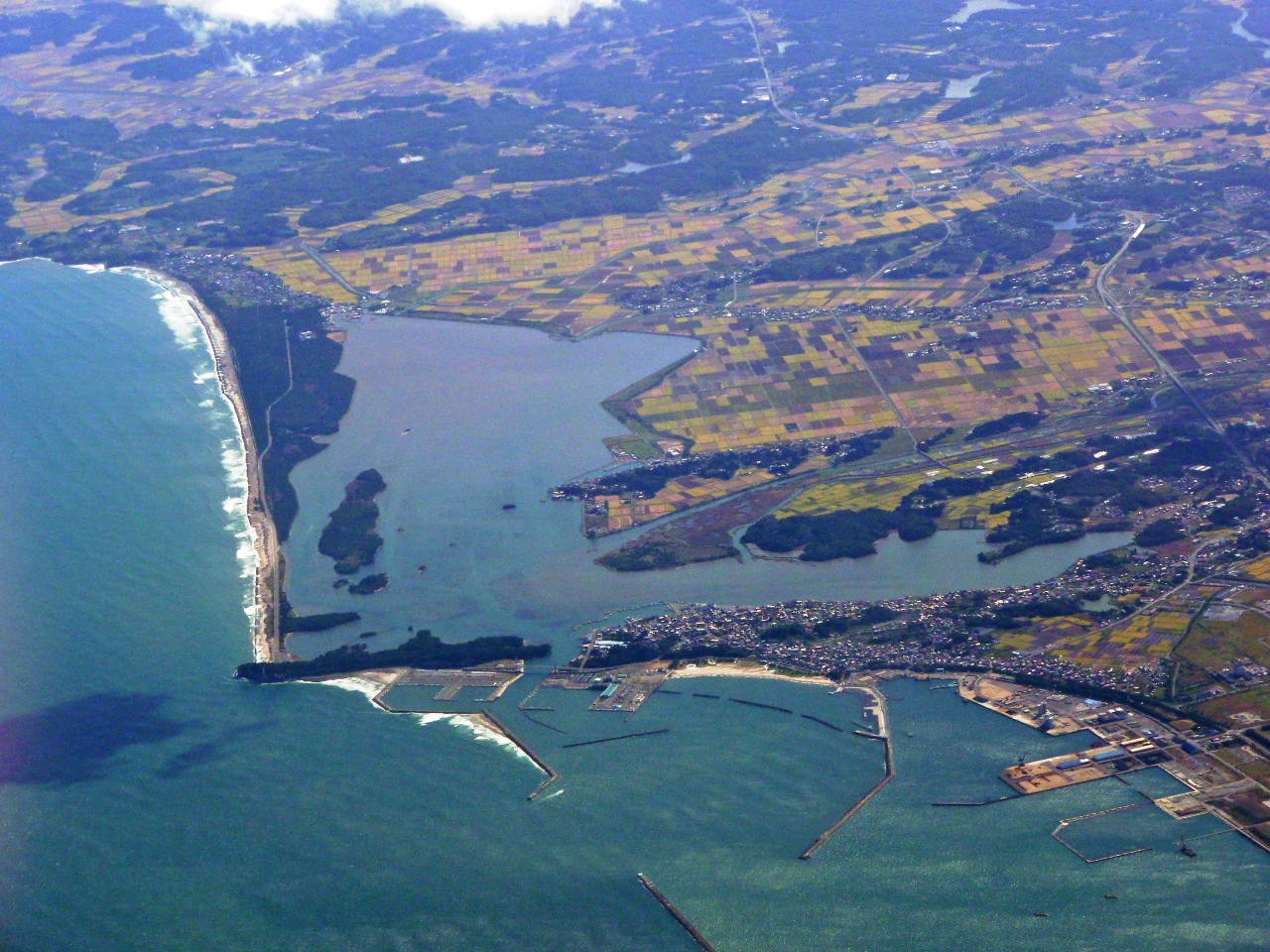
松川浦

濱通在1876年以前是屬於獨立的磐前縣（いわさきけん），不同於中通（1876年以前的福島縣）及會津地方（1876年以前為若松縣）。
本地氣候屬於太平洋側氣候，冬季少雪，氣候溫暖。阿武隈高地與太平洋之間是南北狹長的沿岸平原。
海岸除了松川浦，過去還有井田川浦、八澤浦等潟湖，但近代因干拓已大幅縮小。
- 河川：鮫川（日语：鮫川）、好間川（日语：好間川）、夏井川（日语：夏井川）、木戶川（日语：木戸川）、熊川、前田川（日语：前田川）、請戶川（日语：請戸川）、新田川（日语：新田川 (福島県)）、宇多川（日语：宇多川）
- 湖泊：松川浦（日语：松川浦）、賢沼
- 海岸：波立海岸、菊多浦（日语：勿来海水浴場）
- 高地：阿武隈高地（日语：阿武隈高地）
- 溫泉：磐城湯本溫泉（日语：いわき湯本温泉）、吉野谷礦泉、折木礦泉

### 濱通海岸地域的地形與地質
阿武隈高地東側的南北狹長區域並無專有地形名稱，本節以濱通海岸地域或海岸地域進行說明。海岸地域西至北北西 - 南南東方向的雙葉斷層，北至宮城縣亘理町，南至福島縣磐城市東北部（久之濱附近）。阿武隈山地是與海岸線一樣南北方向延伸，而斜的雙葉斷層則將海岸地域切成北寬南窄的細長倒三角形。地域內可見高度200公尺以下的低丘陵、河岸段丘、河岸沖積低地等小地形東西延伸。
濱通海岸地域的地盤是屬於較新的新第三紀沉積岩，阿武隈高地則是古生代～中生代的古老地層。由於地形隆起速度南邊高於北邊，因此南邊的河岸段丘面積比例較大，段丘面數量也是南邊較多。海岸地域受道西邊的阿武隈高地隆起影響，正在緩慢抬升。北部的抬升速度為1年約0.2毫米，南部約0.5毫米。
海岸線為沙灘、懸崖或懸崖前有沙灘的地形。受到抬升影響也可觀察到海岸段丘，海岸侵蝕作用強勁，南相馬市與富岡町的海岸線每年平均後退0.4公尺。削開的陸地在海側形成寬約2.5公里的海蝕台，被認為與大約7000年前的海岸線相對應。

## 歷史

### 古代
7世紀前半的濱通被菊多國造、石城國造、染羽國造、浮田國造等割據。7世紀中葉，高國造、菊多國造、石城國造整合為多珂國，南至「助川」所在的日立市，北至稱作「苦麻」村的大熊。助川也稱作「道前（道之口）」，苦麻村稱作「道後（道之尻）」。
7世紀後半，律令制讓日本逐漸形成中央集權國家，苦麻以南的多珂國併入常陸國，長塚以北編入陸奧國。奈良時代的718年，現在の平潟隧道北側的關田至亘理成立石城國。平潟隧道邊崖的北側設置稱作「勿來關」的菊多關。720年代，石城國再次併入陸奧國。

### 中世

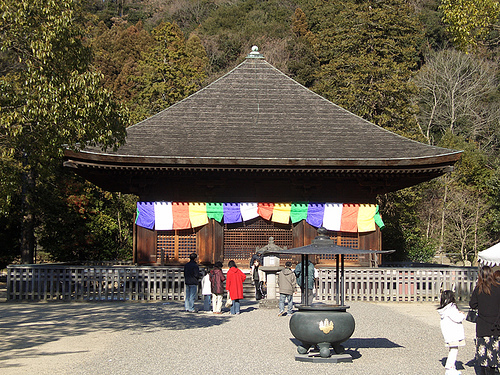
白水阿彌陀堂

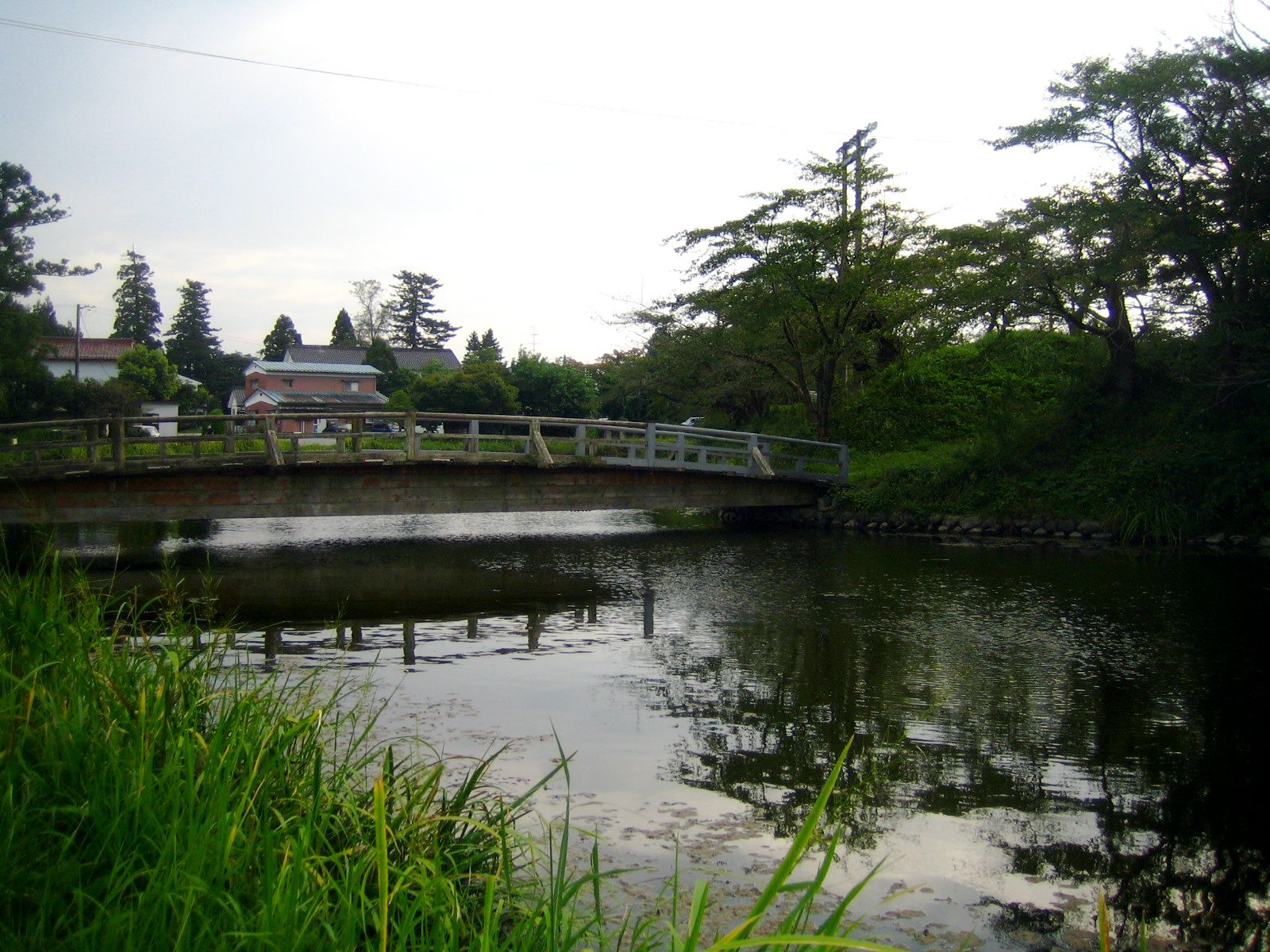
中村城 (陸奧國)的堀

11世紀中期後三年之役後建立飯野八幡宮，常陸平家岩城氏從常陸府中轉入飯野平，透過與平泉藤原氏的姻親關係發展勢力，建立白水阿彌陀堂，將濱通南部（菊多郡、岩城郡、磐前郡、楢葉郡、標葉郡）納入領土。
在文治5年（1189年）奧州合戰取得功績的千葉常胤將陸奧國的恩賞分給兒子。其中的相馬師常擔任宇多郡、行方郡地頭。
南北朝時代，以小高為據點的相馬氏屬於北朝方，岩城氏最初屬南朝方，之後也轉為北朝方。南北朝時代～室町時代，開始出現海道、仙道（山道）、會津的區域劃分，相當於之後的濱通、中通、會津。海道也稱東海道，相當於岩崎郡（之後的磐前郡）、岩城郡、楢葉郡、標葉郡、行方郡五郡。北朝確定勝利後，陸奧國奧州管領、奧州探題與鎌倉公方之間的上位權力爭奪仍持續不斷。相馬、岩城等海道5郡10氏在應永17年（1410年）組成五郡一揆相互合作解決紛爭。
戰國時代，相馬氏（據點：小高→中村）消滅標葉氏（據點：請戶→權現堂），納入標葉郡領土，與岩城氏（據點：飯野平→長友→白土→飯野平）接壤。兩方的邊界在熊川南方2公里的夜之森。
西邊現在福島縣中通中部的田村氏（據點：船引、三春）與蘆名氏（據點：會津若松、岩瀨、須賀川），南邊現在茨城縣北部的佐竹氏（據點：常陸太田→水戶），以及北邊現在福島縣中通北部至山形縣東南部（據點：信夫、伊達→米澤）的伊達氏各自擴大勢力。伊達氏因豐臣政權政策， 據點移到現在的宮城縣（據點：米澤→岩出山→仙台）。
在這段戰國時代，濱通是佐竹、伊達、田村、蘆名四勢力的緩衝地帶，熊川、富岡則是加入相馬與岩城的六勢力緩衝地帶。相馬氏領與伊達氏領邊界是在鄰近相馬氏據點中村的駒嶺。岩城氏領與佐竹氏領邊界是在勿來。

### 近世
豐臣秀吉就任關白，岩城氏與相馬氏握手言和，蘆名氏、佐竹氏結盟對抗伊達政宗，爆發人取橋之戰。之後，田村郡納入伊達氏領地，岩城氏及相馬氏沿著現在的國道288號進攻田村氏領地。友軍た蘆名氏、二階堂氏滅亡後，岩城氏與伊達氏和解。小田原征伐後，岩城氏當主岩城常隆去世，佐竹義重三男貞隆繼承岩城氏。小田原征伐後，伊達氏的蘆名領遭到沒收，據點移至岩出山，岩城氏及相馬氏澤各自保有其領地。1600年關原之戰，岩城氏與相馬氏因被認定親近西軍而被德川家康沒收領土。
之後，相馬三胤在江戶幕府提起訴訟。在說服德川家康直臣本多正信後恢復濱通北部的舊領地，為中村藩。浪江大堀相馬燒與中村城下相馬駒燒等陶磁器產業都是在德川藩政時代開始。
另一方面，岩城氏從飯野平放逐到龜田（由利本莊市北部），由德川家康重臣鳥居忠政入主濱通南部，飯野平更名為磐城平。從此，德川藩政時代的濱通南部成為德川將軍家友人（譜代）統治的磐城平藩領土。
此外，江戶時代的藩校有磐城平城下的施政堂、中村城下的育英館。戊辰戰爭後成為磐城中學校→磐城高校（近磐城平城跡）與相馬中學校→相馬高校（近中村城跡）的前身。

### 近現代

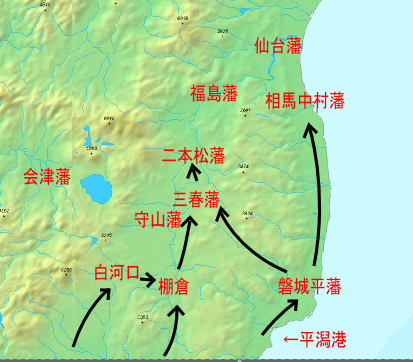
濱通的戊辰戰爭路線

1868年爆發戊辰戰爭，磐城平藩與中村藩、仙台藩等加入的奧羽越列藩同盟敗給薩長軍（明治政府軍）。戰後，明治政府在磐城平設置占領地政府「民政局」，將安藤氏城下町「磐城平」改名為「平」。此外，1869年1月19日將陸奧國分割，阿武隈川以東地域成立磐城國。
1871年8月29日廢藩置縣，濱通南部成立平縣，濱通北部成立中村縣，兩縣在1872年1月9日合併為磐前縣。1876年4月22日，亘理郡、伊具郡、刈田郡從宮城縣劃入磐前縣。但在1876年8月21日，亘理、伊具、刈田3郡再次回到宮城縣，磐前縣與福島縣1876年以前的縣域（中通）、若松縣（會津地方）合併為福島縣。

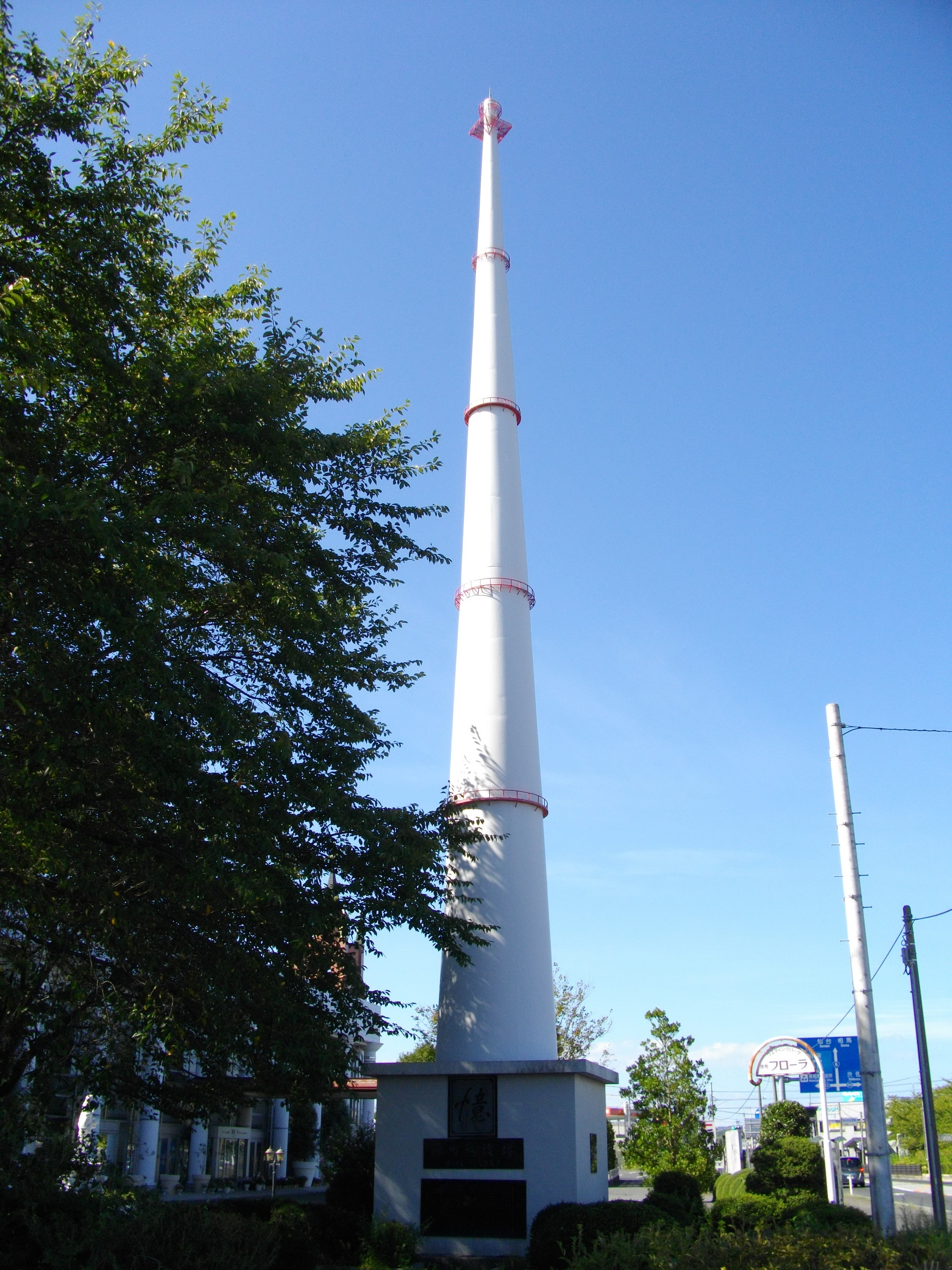
縮小復元的原町無線塔

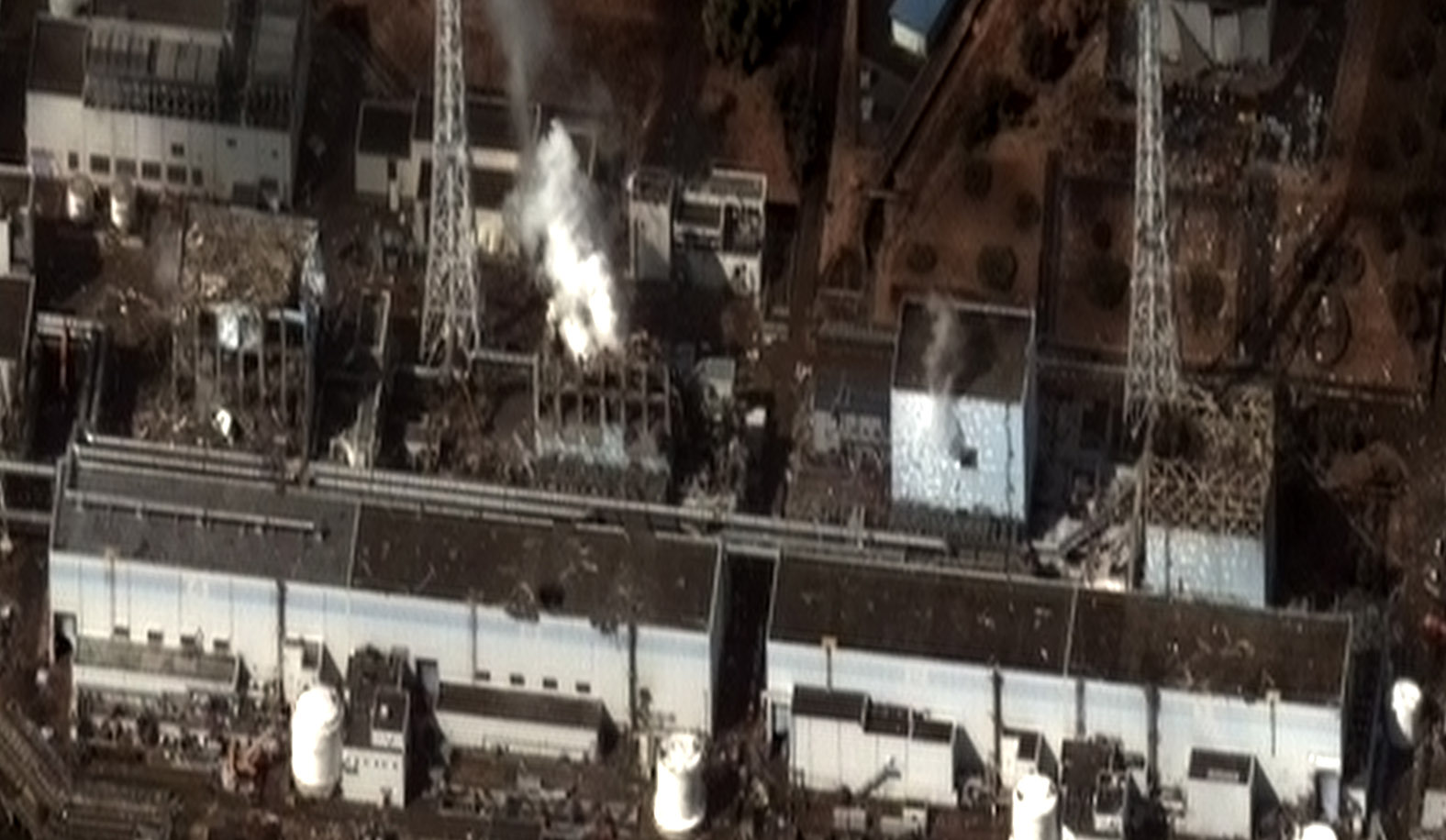
福島第一核電廠事故

20世紀前半，即從殖產興業期至高度經濟成長期，久慈川與夜之森（7世紀中葉的多珂國範圍）一帶有長州閥久原房之助創業的常磐炭田。為了將常磐炭田的石炭運送至東京而鋪設了鐵路常磐線。同時，夜之森以北（江戶時代的中村藩領土）為了開發森林鋪設森林鐵道，以浪江及原町為據點，運送舊中村藩內木材至東京。此外，能源以外的著名歷史遺產還有將1923年9月1日關東大地震資訊發向世界的原町無線塔。
20世紀後半的高度經濟成長期，常磐炭田與森林鐵道陸續關閉，濱通從「炭礦地帶」「木材地帶」轉變成「電源地帶」，建設多座核電廠與火力發電廠。小名濱的臨海工業地域，以及位於曾稱「苦麻」的大熊、之後於2011年發生事故的福島第一核電廠（1967年動工）都是在高度經濟成長期所建設。
變成「電源地帶」的濱通，也利用發電廠的特例財源整備J-VILLAGE，以及在無發電廠區域打造DASH村等，推動各式各樣的地域振興計畫。
2011年3月11日的東日本大地震，濱通大部分區域觀測到的震度達6強，大海嘯襲擊沿岸，造成大量基建與建築物毀壞。地震引發的福島第一核電廠事故更是衝擊全世界。
2018年，事故避難地域已縮小，福島第一核電廠事故處理及福島第二核電廠廢爐作業仍持續進行。然而，農水產業與觀光的風評被害，以及人口加速減少等課題仍待解決。
對此，除了廢爐相關事業外，福島縣也提出「福島・國際研究產業都市（Innovation Coast）構想」，試圖推動機器人、再生能源產業進駐。

## 地域

### 南北差異
濱通交流圈與歷史風土以夜之森為分界。「夜之森」地名是源自於戰國時代岩城氏與相馬氏爭奪領有權，主張「余（＝我）之森」而得名。類似的還有富岡的「小良濱」（おらがはま）、大熊的「小良濱」（おらはま）。
夜之森以南
- 7世紀中葉為多珂國（日语：多賀郡）領土。
- 平安時代中葉至戰國時代為岩城氏領土，江戶時代屬磐城平藩。
- 源自岩城氏的有寺院白水阿彌陀堂（日语：白水阿弥陀堂）。岩城氏家臣團城郭合稱岩城四十八館（日语：岩城四十八館）。
- 源自磐城平藩的鄉土藝能有じゃんがら念佛踊（日语：じゃんがら念仏踊り）。
- 殖產興業期至高度經濟成長期有常磐炭田（日语：常磐炭田）營運。

夜之森以北
- 7世紀前半，染羽國造與浮田國造（日语：浮田国造）分立。

- 鎌倉時代至戊辰戰爭結束的740年間由相馬氏統治，江戶時代屬中村藩。
- 源自相馬氏的鄉土藝能有相馬野馬追（日语：相馬野馬追）。
- 從中村藩開始以陶磁器聞名（大堀相馬燒（日语：大堀相馬焼））。
- 殖產興業期至高度經濟成長期有森林鐵道營運た。

（※ 相馬氏領與伊達氏領以駒嶺城為界，新地町域在1591年至1868年為仙台藩主伊達氏領土。）
（※ 標葉郡從1492年起由相馬氏統治約370年。在此之前，標葉氏從平安時代末期至被相馬氏消滅為止也統治了約340年。）

### 廣域行政圈

福島縣地域區分圖

相雙地方振興局管內
人口：195,938人（2010年國勢調査）
- 相馬廣域行政圈，存于
  - 相馬市
  - 南相馬市
  - 相馬郡
    - 新地町 - 飯館村
- 雙葉廣域行政圏
  - 雙葉郡
    - 廣野町 - 楢葉町 - 富岡町 - 川內村 - 大熊町 - 雙葉町 - 浪江町 - 葛尾村

磐城地方振興局管內
人口：342,198人（2010年國勢調査）
- 磐城市（中核市）

### 都市圈
| 自治體 ('80) | 1980年                 | 1990年                 | 1995年                 | 2000年                 | 2005年                 | 2010年                   | 自治体 （現在） | 廣域圈          |
| ------------ | ---------------------- | ---------------------- | ---------------------- | ---------------------- | ---------------------- | ------------------------ | --------------- | --------------- |
| 相馬市       | -                      | -                      | -                      | -                      | -                      | 南相馬 都市圈 11萬6919人 | 相馬市          | 相馬 廣域行政圈 |
| 原町市       | 原町 都市圈 7萬4296人  | 原町 都市圈 7萬7162人  | 原町 都市圈 7萬7860人  | 原町 都市圈 7萬5020人  | 原町 都市圈 7萬2837人  | 南相馬 都市圈 11萬6919人 | 南相馬市        | 相馬 廣域行政圈 |
| 鹿島町       | 原町 都市圈 7萬4296人  | 原町 都市圈 7萬7162人  | 原町 都市圈 7萬7860人  | 原町 都市圈 7萬5020人  | 原町 都市圈 7萬2837人  | 南相馬 都市圈 11萬6919人 | 南相馬市        | 相馬 廣域行政圈 |
| 小高町       | 原町 都市圈 7萬4296人  | 原町 都市圈 7萬7162人  | 原町 都市圈 7萬7860人  | 原町 都市圈 7萬5020人  | 原町 都市圈 7萬2837人  | 南相馬 都市圈 11萬6919人 | 南相馬市        | 相馬 廣域行政圈 |
| 新地町       | -                      | -                      | -                      | -                      | -                      | 南相馬 都市圈 11萬6919人 | 新地町          | 相馬 廣域行政圈 |
| 飯館村       | -                      | -                      | -                      | -                      | -                      | -                        | 飯館村          | 相馬 廣域行政圈 |
| 楢葉町       | -                      | -                      | -                      | -                      | -                      | -                        | 楢葉町          | 雙葉 廣域行政圈 |
| 富岡町       | -                      | -                      | -                      | -                      | -                      | -                        | 富岡町          | 雙葉 廣域行政圈 |
| 川內村       | -                      | -                      | -                      | -                      | -                      | -                        | 川內村          | 雙葉 廣域行政圈 |
| 大熊町       | -                      | -                      | -                      | -                      | -                      | -                        | 大熊町          | 雙葉 廣域行政圈 |
| 雙葉町       | -                      | -                      | -                      | -                      | -                      | -                        | 雙葉町          | 雙葉 廣域行政圈 |
| 浪江町       | -                      | -                      | -                      | -                      | -                      | -                        | 浪江町          | 雙葉 廣域行政圈 |
| 葛尾村       | -                      | -                      | -                      | -                      | -                      | -                        | 葛尾村          | 雙葉 廣域行政圈 |
| 廣野町       | 磐城 都市圈 34萬7408人 | 磐城 都市圈 36萬1286人 | 磐城 都市圈 36萬6207人 | 磐城 都市圈 36萬5864人 | 磐城 都市圈 36萬0025人 | 磐城 都市圈 34萬7667人   | 廣野町          | 雙葉 廣域行政圈 |
| 磐城市       | 磐城 都市圈 34萬7408人 | 磐城 都市圈 36萬1286人 | 磐城 都市圈 36萬6207人 | 磐城 都市圈 36萬5864人 | 磐城 都市圈 36萬0025人 | 磐城 都市圈 34萬7667人   | 磐城市          | -               |

- 2006年1月1日：原町市與相馬郡小高町、鹿島町合併成立南相馬市。

## 發電廠

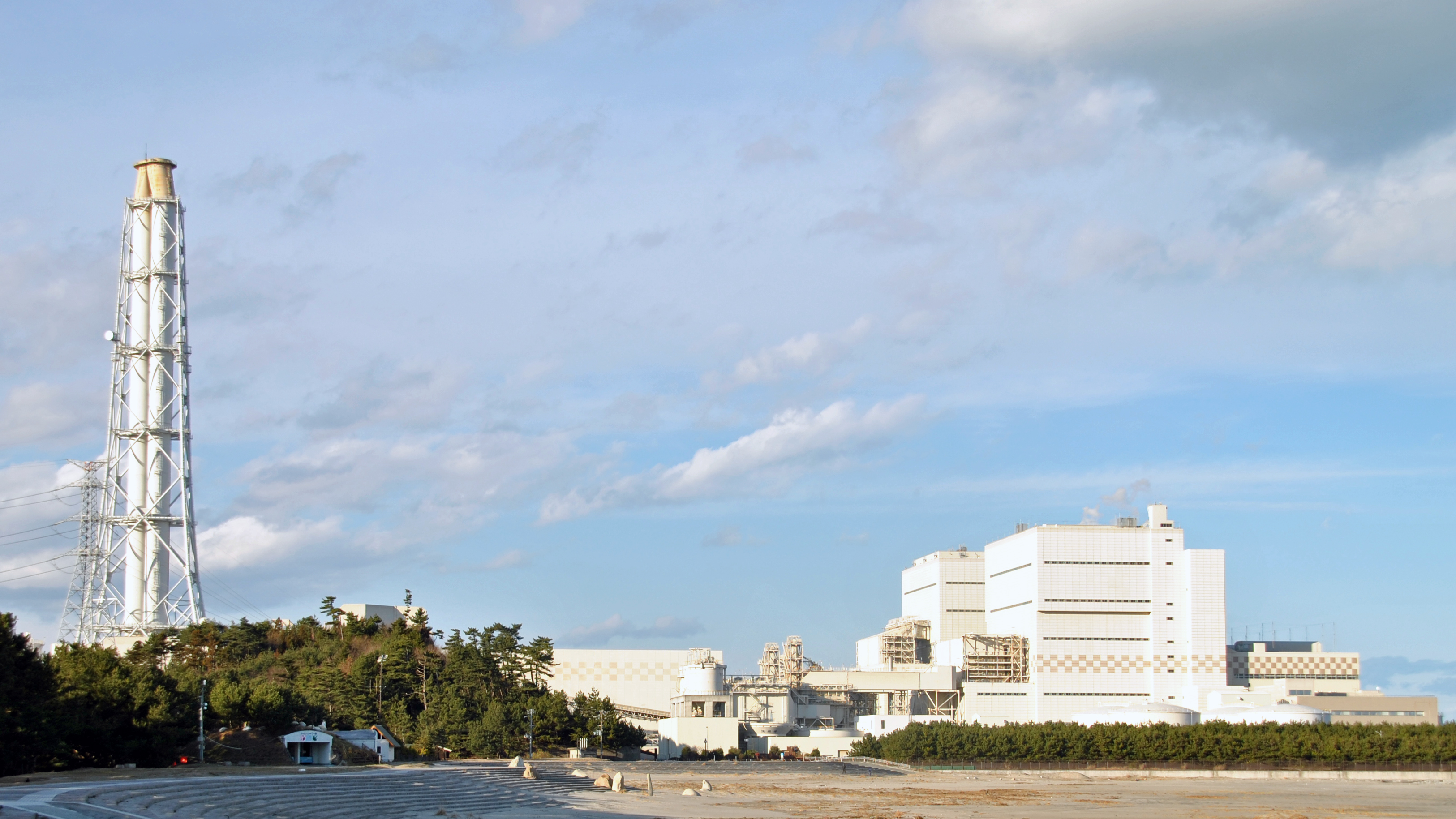
原町火力發電廠

### 核能發電廠
- 福島第一核電廠（大熊町、雙葉町）
- 福島第二核電廠（富岡町、楢葉町）

### 火力發電廠
- 勿來發電廠（日语：勿来発電所）
- 廣野火力發電廠（日语：広野火力発電所）
- 原町火力發電廠
- 新地發電廠

## 藝能

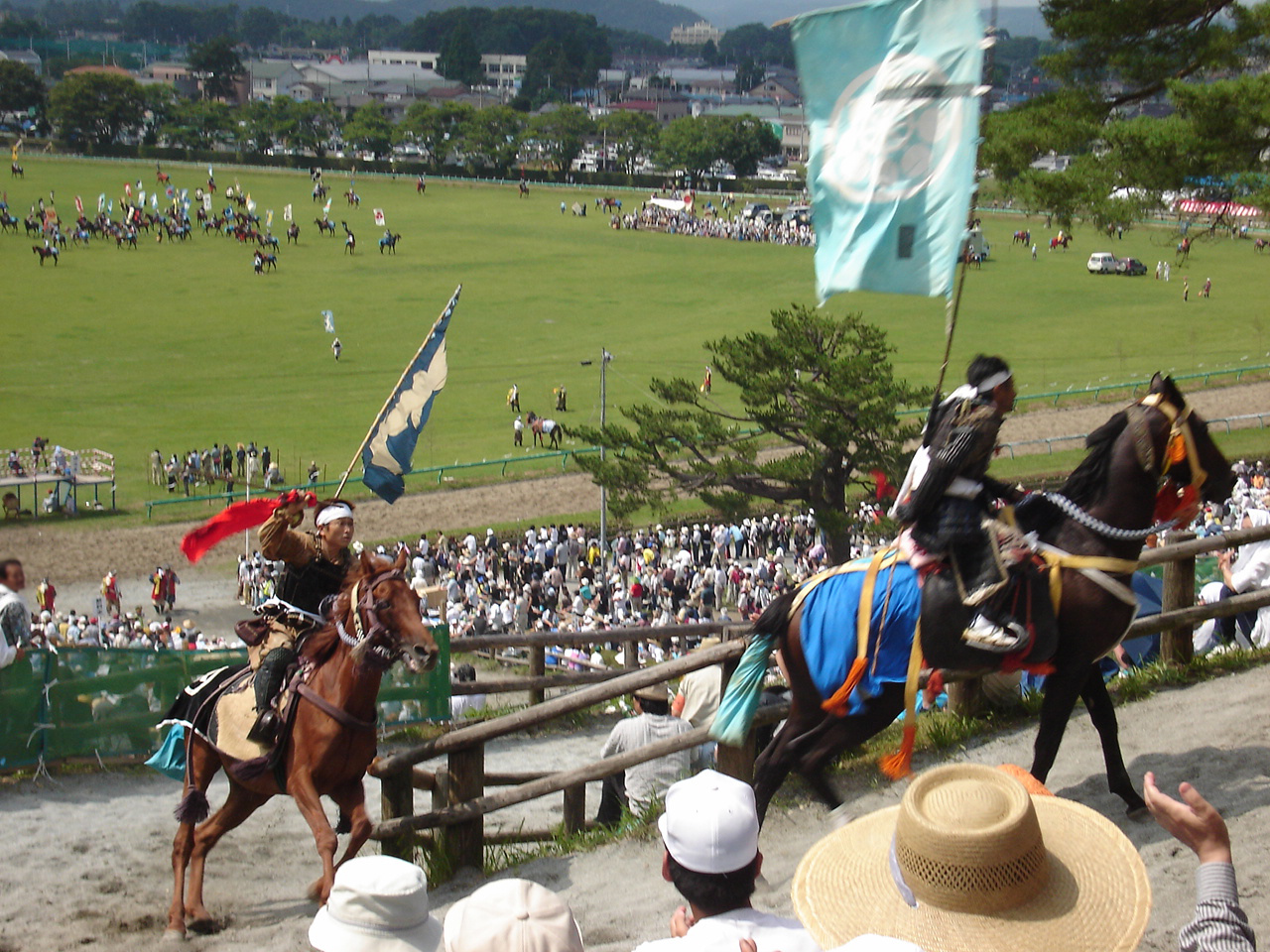
相馬野馬追

### 郷土芸能（祭事）
- 相馬野馬追（日语：相馬野馬追）
- じゃんがら念佛踊（日语：じゃんがら念仏踊り）
- 寶財踊

### 歌謠
- 《亂髪》（美空雲雀）：薄磯（平（日语：平 (いわき市)）郊外）
- 童謠《汽車》：廣野站
- 相馬盆唄（日语：相馬盆唄）、相馬流山：中村（日语：中村町 (福島県)）（相馬市中心部）

### 電視節目
TOKIO出演的日本電視台節目《THE!鐵腕!DASH!!》與濱通關係深厚。除了浪江町津島的「DASH村」，也曾介紹磐城市四倉的雙葉龍屬化石。

### 以濱通為舞台的作品
- 《跳駒》：中村。
- 《扶桑花女孩》：常磐湯本。
- 《あいときぼうのまち》：南相馬市與雙葉町[16]。
- 《家路（日语：家路 (2014年の映画)）》：警戒區域內。
- 《與海灘的旭日騙子們（日语：浜の朝日の嘘つきどもと）》：南相馬市。
- 《Fukushima 50（日语：Fukushima 50 (映画)）》：福島第一核電廠。
- 《扶桑花女孩之舞》：磐城市。

## 交通

### 鐵道
- 常磐線
- 磐越東線

### 巴士
- 福島交通相馬營業所（日语：福島交通相馬営業所）
- 東北ACCESS（日语：東北アクセス）本社營業所
- 新常磐交通北營業所（日语：新常磐交通北営業所）
- 東北ACCESS雙葉營業所
- 新常磐交通磐城中央營業所（日语：新常磐交通いわき中央営業所）
- JR巴士關東磐城支店（日语：ジェイアールバス関東いわき支店）

### 道路

#### 高速道路
- 常磐自動車道
- 磐越自動車道

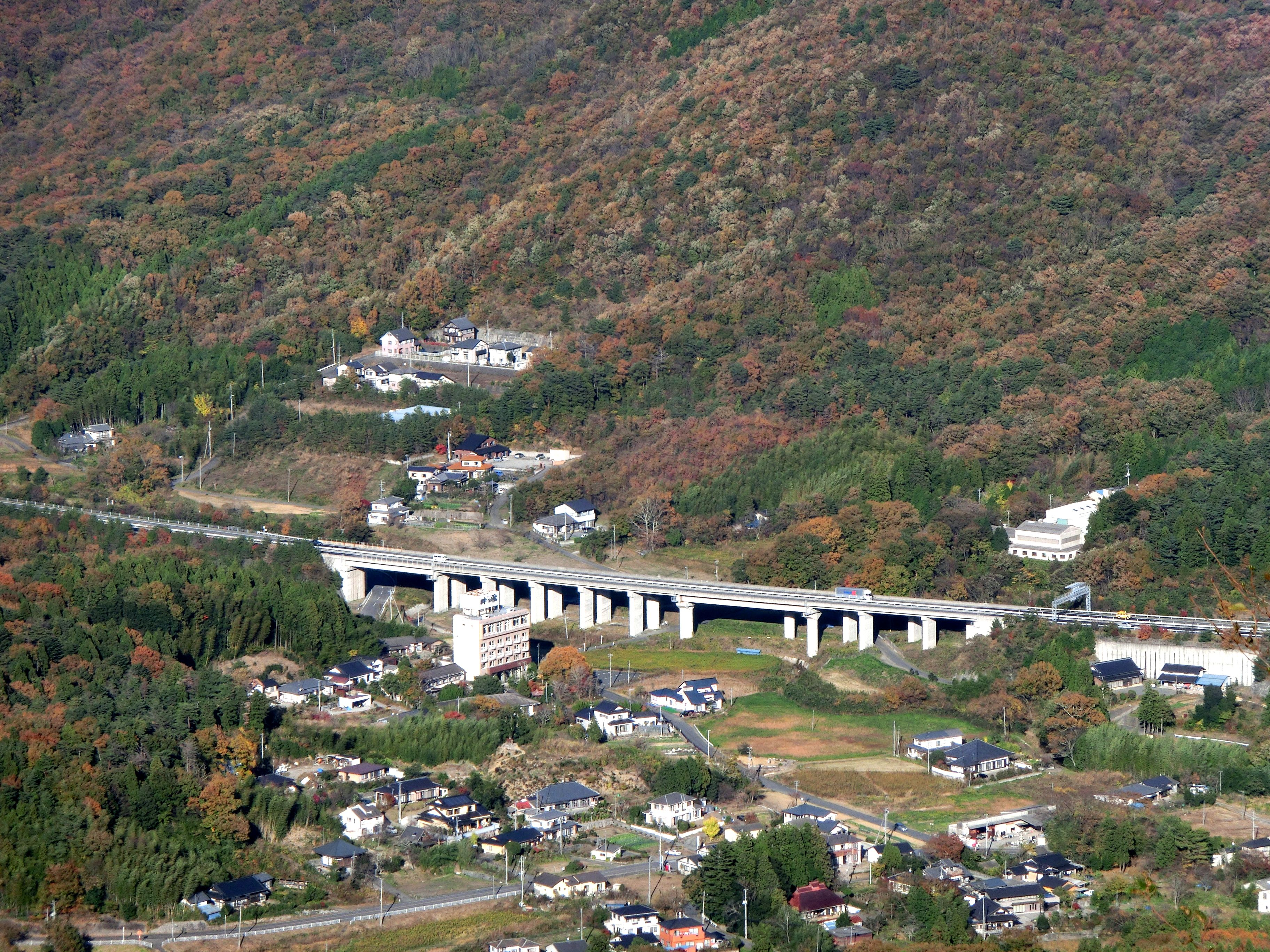
磐越自動車道

- 東北中央自動車道（相馬福島道路）※現在建設中

#### 國道、主要縣道
南北軸
- 國道6號

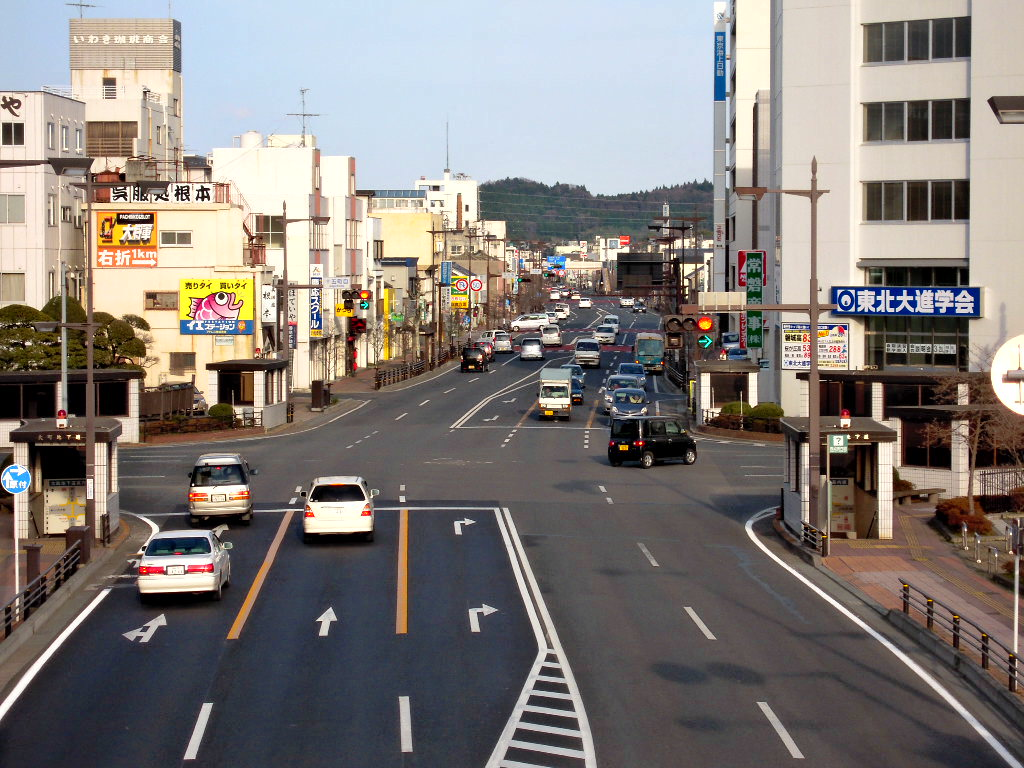
舊國道6號與國道399號交點
（磐城市平 十五町目交差點）

- 國道399號（日语：国道399号）（平 - 川內 - 津島 - 保原 - 南陽）
- 福島縣道34號相馬浪江線（日语：福島県道34号相馬浪江線）（相馬 - 原町 - 浪江）
- 福島縣道35號磐城浪江線（日语：福島県道35号いわき浪江線）（下神谷 - 富岡 - 雙葉 - 浪江）

東西軸
- 國道113號（日语：国道113号）（新地 - 白石 - 南陽 - 荒川）
- 國道115號（日语：国道115号）（中村 - 福島 - 豬苗代）
- 福島縣道12號原町川俣線（日语：福島県道12号原町川俣線）（原町 - 川俣 - 福島）
- 國道114號（日语：国道114号）（浪江 - 川俣 - 福島）
- 國道459號（日语：国道459号）（浪江 - 二本松 - 喜多方 - 津川（日语：津川町））
- 福島縣道50號浪江三春線（日语：福島県道50号浪江三春線）（浪江 - 葛尾 - 三春）
- 國道288號（雙葉 - 大熊 -  田村 - 郡山）
- 福島縣道36號小野富岡線（日语：福島県道36号小野富岡線）（富岡 - 川內 - 小野）
- 國道49號（日语：国道49号）（平 - 郡山 - 會津若松 - 新潟）
- 國道289號（日语：国道289号）（勿來 - 棚倉 - 白河 - 田島（日语：田島町 (福島県)） - 只見）

#### 道之驛

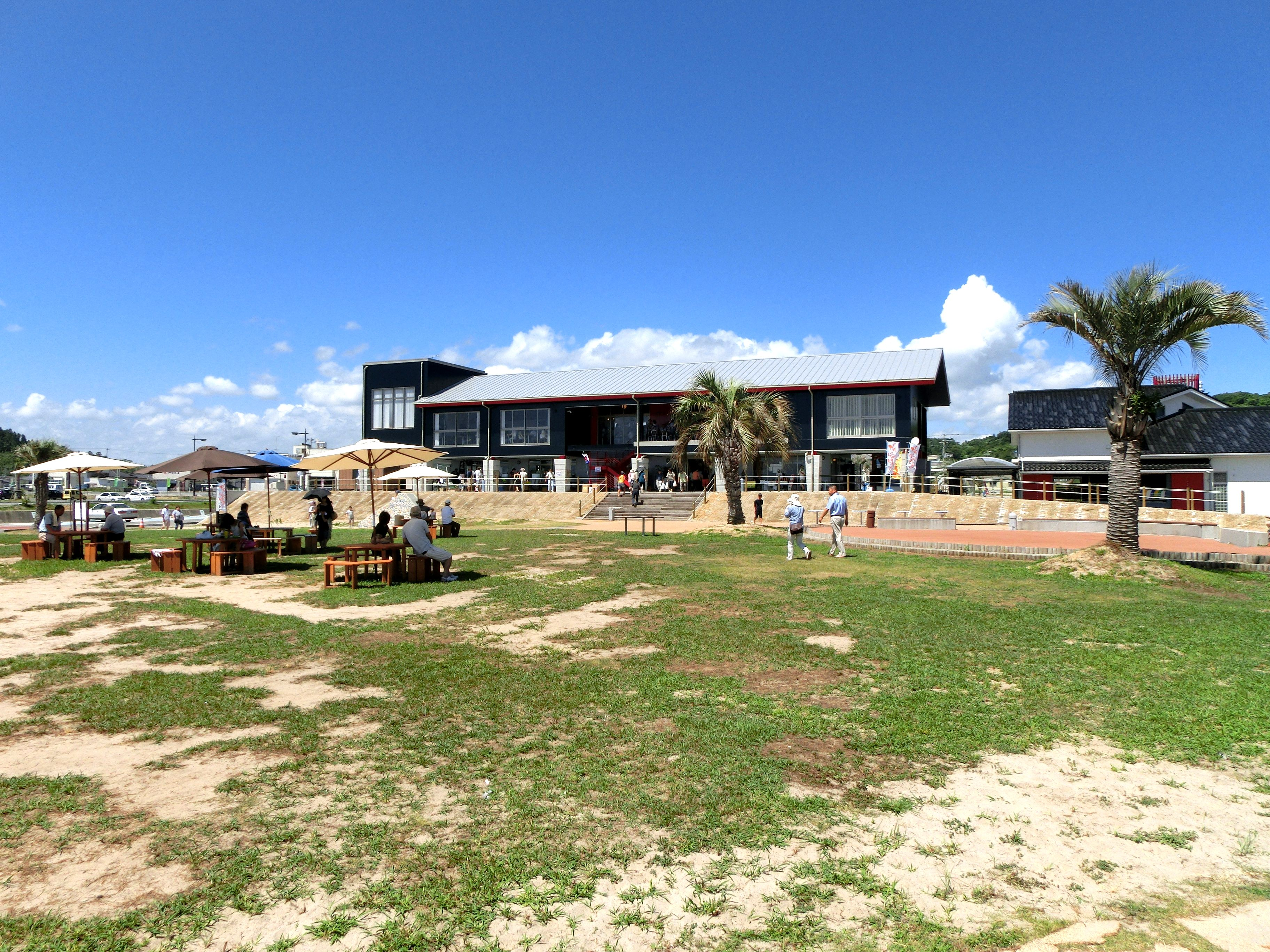
道之驛四倉港

- 道之驛相馬（日语：道の駅そうま）
- 道之驛南相馬（日语：道の駅南相馬）
- 道之驛浪江（日语：道の駅なみえ）
- 道之驛楢葉（日语：道の駅ならは）
- 道之驛四倉港（日语：道の駅よつくら港）

### 港灣
- 小名濱港（日语：小名浜港）
  - 磐城小名濱港綠洲（日语：いわき小名浜みなとオアシス）
- 松川浦漁港（日语：松川浦漁港）
- 相馬港（日语：相馬港）
- 江名港
- 中之作港
- 久之濱漁港
- 四倉港
- 釣師濱漁港
- 請戶漁港

## 媒體
- 磐城民報（日语：いわき民報）：以磐城市為對象區域的晚報
- 磐城市民迷你放送（日语：いわき市民コミュニティ放送）：以磐城市為放送對象區域的社區廣播局。愛稱「SEA WAVE FM磐城」。

## 另見
- 中通
- 會津

## 外部連結
- （日語） - 福島縣官網
- （日語）http://www.pref.fukushima.jp/bunka/kairou/si/hama.html[ ] （页面存档备份，存于） - 福島縣官網
- （日語） http://www.thr.mlit.go.jp/wwwroot/Bumon/j77601/homepage/index.html （页面存档备份，存于） - 國土交通省 東北地方整備局